# Орден Поштових заслуг (Франція)
Орден Поштових заслуг (фр. Ordre du Mérite postal) — скасована відомча нагорода Франції, яка перебувала у віданні Міністерства пошт і телекомунікацій. Орден заснований  декретом від 14 листопада 1953 року і скасований в результаті орденської реформи 3 грудня 1963 року.

## Історія
Орден Поштових заслуг був заснований декретом від 14 листопада 1953 року і призначався для винагороди людей, які мають особливі заслуги в розвитку діяльності пошт і телекомунікацій у Франції, Французькому Союзі і в рамках міжнародних відносин.
Орден перебував у віданні міністра пошт і телекомунікацій і управлявся Радою товариства, яка складалася з 10 осіб:
- міністр пошт і телекомунікацій (голова Ради),
- член Ради ордена Почесного легіону,
- член Державної ради,
- генеральний секретар Міністерства пошт і телекомунікацій,
- генеральний директор пошт,
- генеральний директор телекомунікацій,
- директор по персоналу,
- представник адміністрації міністра пошт і телекомунікацій (що призначається міністром),
- інспектор академії (що призначається міністром),
- генеральний інспектор Управління пошт і телекомунікацій (що призначається міністром).

Орден Поштових заслуг був скасований декретом від 3 грудня 1963 року, яким був заснований Національний орден Заслуг, що замінив собою численні відомчі ордена заслуг. Нагороджені орденом Поштових заслуг зберегли право носити знаки ордена і користуватися належними пільгами і після його скасування.

## Ступеня ордена
Орден Поштових заслуг складався з трьох ступенів:
 Командор (фр. Commandeur) — знак на стрічці, що носиться на шиї; вищий ступінь ордена;
 Офіцер (фр. Officier) — знак на стрічці з розеткою, що носиться на лівій стороні грудей;
 Кавалер (фр. Chevalier) — знак на стрічці, що носиться на лівій стороні грудей.

## Умови нагородження
Кандидат у кавалери ордена повинен був бути не молодшим 30 років і користуватися громадянськими правами. Нагородження офіцерським ступенем ордена могло бути зроблене не раніше ніж 8 років після отримання кавалерського ступеня, а командорського ступеня — не раніше 5 років після отримання офіцерською. У разі особливих заслуг умови до кандидата могли бути пом'якшені за особливим розглядом у Раді ордена. Також, у разі особливих заслуг, за рішенням Ради ордена дозволялося нагороджувати ступенем офіцера і командора, минаючи молодші ступеня.
Члени Ради ордену ставали командорами ордена ex officio.
Було встановлено обмеження на кількість щорічних нагороджень: не більше 6 ступенів командора, не більше 30 для офіцера, і не більше 100 ступенів кавалера. У вигляді виключення перші два нагородження орденом було дозволено провести в кількості 10 командорів, 60 офіцерів і 300 кавалерів.
Іноземці, які постійно проживали у Франції, могли бути нагороджені орденом на тих же умовах, що і французькі громадяни. До громадян інших держав, які не проживали на території Франції, умови віку, стажу і міжнагородного терміну могли не застосовуватися. Нагородження іноземців не враховувалися у щорічний ліміт числа нагороджених.
Нагородження орденом проводилися два рази на рік — 1 січня і 14 липня.

## Знаки ордена
Знак ордена являє собою п'ятикутну зірку білої емалі з кульками на кінцях. Між променями зірки частини лаврового вінка, що утворюють між собою ламаний п'ятикутник. У центрі лицьової сторони знака круглий медальйон без обідка з рельєфним профільним погрудним зображенням бога Меркурія, у шапочці з крильцями, з кадукеєм і з накинутим на ліве плече плащем. У центрі зворотного боку знака круглий медальйон з обідком білої емалі. У центрі медальйона елементи, що символізують поштову службу — перехрещені блискавки, запечатаний конверт і поштовий ріжок. На обідку написи: «REPUBLIQUE FRANÇAISE» і «MÉRITE POSTAL», що розділені крапками.
Знак через скобу підвішений до проміжної ланки (у вигляді горизонтально розправлених крил), яка через кільце кріпиться до орденської стрічки.
Розміри знаків кавалера і офіцера — 41 мм, командора — 58 мм. Знак кавалера — срібний з позолоченим медальйоном і проміжною ланкою. Знак офіцера — позолочений і командора — хромований чи золотий.
Стрічка ордена, шириною 37 мм, шовкова муарова золотисто-оранжевого кольору, що має по боках по дві чорні смужки шириною 2 мм, у 2 мм від краю і один від одного. До стрічки офіцера кріпиться розетка діаметром 28 мм, з цієї ж стрічки.
Для повсякденного носіння на цивільному одязі передбачені розетки зі стрічки ордена, а для носіння на мундирах — орденські планки.